# Lowlands 2022
Lowlands 2022 was de 28e editie van het Nederlandse muziek- en cultuurfestival Lowlands, voluit A Campingflight to Lowlands Paradise.

## Geschiedenis
Lowlands 2022 vond plaats op 19, 20 en 21 augustus in Biddinghuizen. Het was de 28e editie van dit festival. De eerste optredende artiesten, waaronder Stromae, Arctic Monkeys en The Opposites, werden op 2 februari 2022 bekend gemaakt.
Kaartjes werden eerst aangeboden aan mensen die kaarten hadden voor de twee afgelaste edities in 2020 en 2021. De overgebleven kaarten gingen op 12 februari in de verkoop, en waren binnen 2 minuten uitverkocht. 
Het optreden van het Noord-Nederlands Orkest werd op het laatste moment afgezegd, omdat tijdens de nacht van 20 op 21 augustus bleek dat de voorbereidingen voor Stromae langer duurden dan gepland. 

## Artiesten

### Muziek
| - Afra - Ajuma - Altın Gün - Al-Qasar - Amaria BB - Amelie Lens - Animistic Beliefs - Antunes - Anz - Arctic Monkeys - Arlo Parks - AURORA - Bab L' Bluz - Bella - BadBadNotGood - Balthazar - Biig Piig - Blck Mamba - Bonnefooi - Bring Me The Horizon - Burna Boy - Captain Keith’s Pirate Fest - Caribou - Cavetown - Cero Ismael - Chamos - Charmaine - Channel Tres - Charlotte Adigéry & Bolis Pupul - Chloe Moriondo - Chocolate Swirl - Cincity - Cleopatrick - Coco Maria - Coloray - Daði Freyr - Daphni - Dave Numes - David Keenam - Declan McKenna - Doulou - Dubioza Kolektiv - Eefje de Visser - Eileen - Enny - Eris Drew & Octo Octa - Fatima Yamaha - Fever 333 - FJAAK - FKJ - Floating Points - Florence Arman - For Those I Love - Four Tet - Fred again.. - Frenna - Froukje | - GAYLE - Geese - Glass Animals - Go A - Goldband - Goldkimono - Gotu Jim - Hang Youth - Heady One - Hellie - Henry X - IMANU b2b Buunshin - Jack Harlow - JAEL - Jarreau Vandal - Jason Lemonth - James Blake - Jerrau - Jeshi - Joe & The Shitboys - Jungle - JYOTY - KAMAL. - Kamma & Masalo - Kamo Mphela - KC Funkaholic & Boye - Kelly Lee Owens - Kevin & The Animals - KI/KI - Kills Birds - Klangstof - Kobosil - Koffee - Koreless - The Kooks - La Brigade du Kif - The Lathums - Lewis Capaldi - Liam Gallagher - Lion Kojo - Loshh - Mahalia - Major League DJz - Mdou Moctar - Michael Kiwanuka - Minyo Crusaders - Mirella Kroes - Mo Jakob - The Murder Capital - Nana Adjoa - Noisia - Nova Twins - Nu Genea - OISHĪ - Oscar and the Wolf - Overmono - The Opposites | - Palaye Royale - Panda Lassow - Parrish Smith - Parquet Courts - Pendulum - Philou Louzolo - PinkPantheress - Posij B2B Former - Prins S. en De Geit - Pushin Wood Soundsystem - Q - Rancido - Remi Wolf - Ricks - Rob Manga - Rüfüs Du Sol - Sad Night Dynamite - Sam Fender - De Schuurman - Sevdaliza - Shame - Sidi Wacho - Sinead O'Brien - Slowthai - Soichi Tereda - Soulroots - Stromae - Suze Ijó - Tash Sultana - Tienson - Tjade & Moody Mehran - Tkay Maidza - Togo All Stars - Tonno Disko - Tramhaus - Unruly Phoenix - The Upbeats B2B Halogenix - Vigro Deep - Wes Lee - Wesley Joseph - Wet Leg - Weval - Yallah! Yallah! - Yard Act - Yussef Dayes - Yves Tumor - Zwangere Guy |

### Comedy
- Anne Neuteboom
- Bugra Gedik
- Comedy Club Haug
- Comedytrain
- Fabian Franciscus
- Janneke de Bijl
- Jeroen Leenders
- Kasper van der Laan
- Kim Schuddeboom
- Kirsten van Teijn
- Lisa Ostermann
- Maartje en Kine
- Mark Waumans
- Merijn Scholten
- Nina de la Parra & Sanne Landvreugd
- Plantbased Comedy
- Rayen Panday
- Rosa da Silva
- De sekszusjes (Krista en Marcelle Arriëns)
- Serine Ayari
- Sezgin Güleç
- Tim Fransen
- Victor Luis van Es
- Yunus Aktas

### Dans
- Conny Janssen Danst en Andreas Hannes
- Hofesh Shechter Company
- The Ruggeds

### Overig
- 155 en Magic Tom & Yuri
- Boys Won't Be Boys
- Firma Mes Lindertje Mans
- House of Circus
- de Leedbewakers
- PERMANENT DESTRUCTION: Pain Against Fear
- Stephanie Louwrier
- Theater Artemis
- Toneelgroep Oostpool

1967 · 1968 · 1993 · 1994 · 1995 · 1996 · 1997 · 1998 · 1999 · 2000 · 2001 · 2002 · 2003 · 2004 · 2005 · 2006 · 2007 · 2008 · 2009 · 2010 · 2011 · 2012 · 2013 · 2014 · 2015 · 2016 · 2017 · 2018 · 2019 · 2020 · 2021 · 2022 · 2023 · 2024